# География на Швейцария
Швейцария е държава, разположена в югозападната част на Централна Европа.

## Географско положение, граници, големина
Швейцария е страна, разположена в югозападната част на Централна Европа, заемаща обширни райони от Алпите. На югозапад и запад граничи с Франция (дължина на границата 572 km), на север с Германия (363 km), на изток с Австрия (168 km) и Лихтенщайн (41 km) и на югоизток и юг с Италия (718 km). В тези си граници площта на страната възлиза на 41 285 km². Тя е без излаз на море. Корабоплаването по река Рейн предвижда свободен достъп до Северно море.
Територията на Швейцария се простира между 45°49′ и 47°49′ с.ш. и между 5°57′ и 10°30′ и.д. Крайните точки на страната са следните:
- крайна северна точка – (47°48′20″ с. ш. 8°34′05″ и. д. / 47.805556° с. ш. 8.568056° и. д.), на границата с Германия.
- крайна южна точка – (45°49′04″ с. ш. 9°01′03″ и. д. / 45.817778° с. ш. 9.0175° и. д.), на границата с Италия, на 1,6 km южно от град Киасо.
- крайна западна точка – (46°07′55″ с. ш. 5°57′22″ и. д. / 46.131944° с. ш. 5.956111° и. д.), на левия бряг на река Рона, на границата с Франция.
- крайна източна точка – (46°36′55″ с. ш. 10°29′32″ и. д. / 46.615278° с. ш. 10.492222° и. д.), в масива Ортлес, на границата с Италия.

## Релеф
Голяма част от страната е разположена на територията на Алпите. На юг се намират Пенинските Алпи, където се издига най-високата точка на страната връх Дюфур 4634 m, Лепонтинските Алпи (3553 m) и Ретийските Алпи с масива Бернина (4049 m). Дълбоките надлъжни долини на горните течения на реките Рона и Рейн отделят Пенинските и Лепонтинските Алпи на юг от Бернските (вр. Финстераархорн 4274 m) и Гларнските Алпи (3614 m) на север, които образуват система от хребети, простиращи се от югозапад на североизток през цялата страна. Преобладават островърхите хребети, изградени предимно от кристалинни формации, силно разчленени от ерозията и изпъстрени с многочислени ледници и ледникови форми на релефа. Основните проходи (Голям Сен Бернар, Симплон, Сен Готард, Бернина и др.) са разположени над 2000 m. Около 1/3 от територията на страната северозападно от Алпите се заема от Швейцарското плато, като неговата повърхност постепенно се понижава от 1000 – 1200 m до 400 m в долините на реките Рейн и Аар. Тук са характерни подпланинските чакълести и моренни равнини, друмлинови полета, крайни морени и дълбоки езерни котловини. На северозапад, по границата с Франция е разположена младонагънатата планина Юра с максимална височина в пределите на Швейцария връх Мон Тандър (1679 m), сменяща се на запад от едноименното столово карстово плато. Най-ниската точка на страната е на брега на езерото Лаго Маджоре – 193 m н.в. общата площ на съвременното заледяване е 1950 km², като има около 140 големи долинни ледника, а също и многочислени карови и висящи ледници.

## Климат
Близостта на Атлантическия океан и сложния орографски строеж на страната опраделят преобладаването на влажен умерен климат с ясно изразена височинна зоналност. Средната януарска температура на Швейцарското плато в Женева е около 0°С, а в Цюрих –1,5°С, на височина около 1500 m (в Давос) -7°С, на височина 2500 m (в подножието на Юнгфрау) -14°С. Средната юлска температура в Женева е 19°С, в Цюрих 17°С, в Давос 12°С, в подножието на Юнгфрау под 0°С. Годишната сума на валежите на Швейцарското плато е 800 – 1200 mm, по наветрените склонове на Алпите – до 2500 mm (на отделни върхове над 3000 mm), на подветрените склонове и в дълбоките долини в южната част на страната – 1000 – 1500 mm (в долината на Горна Рона на места под 500 – 600 mm). В ниските части на Швейцария снежната покривка е неустойчива, на височина 700 m снегът се задържа около 3 месеца, на 1000 m – 4,5 месеца, на 1800 m – 8 месеца, на 2500 m – 10,5 месеца. Снежната граница се намира на около 2800 – 3300 m н.в. Много характерни за региона са планинско-долинния вятър и фьона, предизвикващи резки промени на температурата и падането на лавини.

## Води
Въпреки малката си територия Швейцария има гъста речна мрежа от пълноводни реки, принадлежащи към 4 водосборни басейна – Североморски, Средиземноморски, Адриатически и Черноморски. Към Североморския водосборен басейн принадлежи река Рейн заедно с левия си приток Аар. Река Рейн протича през Швейцария с горното си течение на протежение от 375 km и отводнява 28 074 km², което е 68% от територията на страната, като това са централните, северните и североизточни райони. На запад и югозапад се простира водосборния басейн (7431 km², 18%) на река Рона, вливаща се в Средиземно море. На юг и изток протичат реките Тичино и Ром от басейните на реките По и Адидже, вливащи се в Адриатическо море. Този водосборен басейн обхваща 3963 km² или 9,6% от територията на страната. На изток преминава най-горното течение на река Ин (десен приток на Дунав) от басейна на Черно море, който е с площ 1817 km² или 4,4%. Реките на Швейцария имат основно снежно, ледниково и дъждовно подхранване, с предимно пролетно пълноводие. Някои по-малки реки са с лятно пълноводие в резултат от интензивното топене на ледниците и по-рядко епизодично зимно прииждане при чувствително затопляне на времето. Реките са с голям надлъжен наклон и образуват множество водопади. Значителните хидроенергийни ресурси на страната се използват интензивно, като на много от тях са изградени каскади от ВЕЦ-ове.
В Швейцария има много езера. Най-големите от тях са Женевското (580 km²), Боденското (536 km²), Лаго Маджоре (213 km²) – разположени по границите на страната, а Ньошателското (215 km²) и Цюрихското (88 km²) са изцяло на нейна територия. Повечето от езерата са разположени в котловини, издълбани от древните ледници и се отличават с издължена форма и големи дълбочини. Във високите части на Алпите има многочислени карови езера. Реките Рейн, Аар и големите езера се използват за корабоплаване.

## Почви, растителност, животински свят
В Швейцария преобладават планинските кафяви горски и планинско-ливадните почви, които често са грубоскелетни. В планината Юра и във флишевите формации на Алпите се срещат рендзини. Горите покриват около 1/4 от територията на страната. На Швейцарското плато, където на височина до 800 m господства културната растителност са се съхранили малки широколистни масиви от дъб, бук, ясен, бряст, клен и липа. На височина от 500 – 600 m до 1000 m доминиращият вид е бука, който се изкачва на места (особено в Юра) до 1500 m н.в. Между 1000 и 1500 m преобладават смесените гори от бук, смърч, ела и бор, а нагоре – до 1800 – 2400 m – иглолистните гори съставени от смърч, ела, бор и лиственица. По долините на реките се срещат малки елшови горички. Нагоре (до 2800 m) са разположени субалпийски и алпийски пасища, храсталаци от рододендрон, азалия и хвойна. В планините обитават сърна, пор, заек, алпийски мармот, каменен козел, лисица и др., а от птиците – орел беркут, глухар, дрозд, сеносъбирач, лястовица, червеноклюна гарга, снежна чинка и др.